# Alcohol You
Az Alcohol You (magyarul: Felhívlak) ROXEN román énekesnő dala, mellyel Romániát képviselte volna a 2020-as Eurovíziós Dalfesztiválon. A dal a március 1-én rendezett román nemzeti döntőben, a Selecția Națională-ban nyerte el az indulás jogát, míg az előadóról a román közszolgálati televíziótársaság belső kiválasztással döntött.

## Eurovíziós Dalfesztivál
2020 januárjában, a Román Televízió (TVR) bejelentette, hogy a Global Records lemezkiadóval együttműködésben választja ki a román indulót a 2020-as Eurovíziós Dalfesztiválra. Február 11-én, Roxent nevezték meg az ország versenyzőjeként és bemutatták az öt lehetséges versenydalt — Alcohol You, Beautiful Disaster, Cherry Red, Colors és Storm —, melyeket korábban egy dalszerzői táborban írtak. A március 1-én rendezett Selecția Națională című televíziós nemzeti döntőben végül az Alcohol You nyert tíz ponttal, a maximális öt-öt pontot begyűjtve a szakmai sűritől és nézőktől is.
A dalt az Eurovíziós Dalfesztiválon az előzetes sorsolás alapján először a március 12-i első elődöntő második felében adták volna elő, azonban március 18-án az Európai Műsorsugárzók Uniója bejelentette, hogy 2020-ban nem tudják megrendezni a versenyt a COVID–19-koronavírus-világjárvány miatt. A román műsorsugárzó jóvoltából az énekesnő lehetőséget kapott az ország képviseletére a következő évben egy új versenydallal.

## Érdekességek
A dal címe szójáték, a refrénben az I'll Call You (magyarul: Felhívlak) elnevezésre utal.

## Külső hivatkozások
- Dalszöveg (angol nyelven). Genius Lyrics
- A dal dalszöveges videóklipje. YouTube-videó, ROXEN, 2020. február 21.
- A dal előadása a Selecția Națională döntőjében. YouTube-videó, TVR, 2020. március 1.